# Dudu Georgescu
Pour les articles homonymes, voir Georgescu.
Dudu Georgescu est un footballeur roumain né le 1er septembre 1950 à Bucarest. Il était attaquant.
Au cours de sa carrière il a inscrit 264 buts en championnat.

## Carrière

### En tant que joueur
- 1969-1972 : Progresul Bucarest ( Roumanie)
- 1972-1973 : CSM Reșița ( Roumanie)
- 1973-1983 : Dinamo Bucarest ( Roumanie)
- 1983-1984 : SC Bacău ( Roumanie)
- 1984-1986 : Gloria Buzău ( Roumanie)
- 1986-1986 : Flacăra Moreni ( Roumanie)
- 1986-1987 : Muscelul Câmpulung ( Roumanie)
- 1987-1988 : Unirea Urziceni ( Roumanie)

### En tant qu'entraîneur
- 1991 : Zimbru Chișinău ( Union soviétique)
- 1992 : Corvinul Hunedoara ( Roumanie)
- 1992 : CSM Reșița ( Roumanie)
- 1993-1994 : Acvila Giurgiu ( Roumanie)
- 1994-1995 : Dunărea Călărași ( Roumanie)
- 2001 : Al-Najma ( Arabie saoudite)

## Palmarès
- 40 sélections et 21 buts avec l'équipe de Roumanie entre 1973 et 1984[1]
- Champion de Roumanie en 1975, 1977, 1982 et 1983 avec le Dinamo Bucarest
- Vainqueur de la Coupe de Roumanie en 1982 avec le Dinamo Bucarest

## Distinctions personnelles
- Soulier d'or européen en 1975 (33 buts) et 1977 (47 buts)
- Meilleur buteur de l'histoire du Dinamo Bucarest avec 207 buts inscrits en championnat entre 1973 et 1983
- Meilleur buteur de l'histoire du championnat de Roumanie avec 252 buts inscrits entre 1970 et 1987
- Meilleur buteur du championnat de Roumanie en 1975 (33 buts), 1976 (31 buts), 1977 (47 buts) et 1978 (24 buts)
- Élu Footballeur roumain de l'année en 1976
- Nommé au Ballon d'or en 1975, 1976 et 1977